# Evaristo Márquez
Evaristo Márquez (San Basilio de Palenque, 23 agosto 1939 – Cartagena, 15 giugno 2013) è stato un attore colombiano.

## Biografia
Evaristo Márquez è conosciuto internazionalmente per aver recitato, nel 1969, accanto a Marlon Brando nel film Queimada diretto dal regista italiano Gillo Pontecorvo, ambientato all'inizio del XIX secolo nell'immaginaria isola caraibica di Queimada, anche se in realtà il film è stato girato quasi totalmente in Colombia.
Nel film, Evaristo Márquez interpreta il personaggio di José Dolores, nome di un rivoluzionario esistito davvero, che dopo aver vissuto di espedienti diventa un vero leader rivoluzionario di grandi principi sociali, irretito da un agente provocatore britannico il cui scopo segreto si rivela essere infine quello di sottrarre l'isola al brutale colonialismo portoghese per portarla, dietro una formale indipendenza, entro l'area di controllo economico dell'Inghilterra interessata a ridurre i costi di produzione della canna da zucchero.
In una condizione simile a quella del film, anche Evaristo Márquez proveniva da una umile famiglia contadina di ascendenze africane ed era analfabeta come molti altri giovani colombiani.
La necessità di reclutare sul posto un attore locale era dovuta al mancato accordo sul compenso da corrispondere all'affermato attore afroamericano Sidney Poitier che era stato originariamente contattato per questo ruolo.
In numerose interviste, Evaristo Márquez racconta come il suo stesso incontro con il regista sia stato simile alla sequenza di un film: Pontecorvo era in giro per le strade attorno a Cartagena per cercare di individuare di persona tra la popolazione locale un giovane di colore prestante e di bell'aspetto al quale proporre, in alternativa, la parte del rivoluzionario incontrando casualmente Evaristo Márquez.
Del suo rapporto sul set con Marlon Brando, Evaristo Márquez ha dichiarato di non essersi mai sentito inferiore e di essere sempre stato trattato fraternamente.
Dopo questa prima interpretazione, negli anni '70, Marquez ha recitato in altri quattro film.
Nel 2008 è apparso nel cortometraggio Chimbumbe e nel 2010 nel cortometraggio El Tambor Mágico, (Il tamburo magico) assieme ai bambini del villaggio in cui era nato.

## Filmografia
- Queimada, regia di Gillo Pontecorvo (1969)
- Il dio serpente, regia di Piero Vivarelli (1970)
- Arde (1971)
- Cumbia (1973)
- Mulato (1974)
- Chimbumbe (2008)
- El Tambor Magico (2010)